# Hank Aaron
Henry Louis Aaron (5 tháng 2 năm 1934 - 22 tháng 1 năm 2021), biệt danh " Hammer " hoặc " Hammerin 'Hank" ("Hank Búa bổ"), là một vận động viên bóng chày chuyên nghiệp người Mỹ. Ông đã chơi 23 mùa giải trong Giải bóng chày nhà nghề (MLB), từ năm 1954 đến năm 1976. Được đánh giá là một trong những cầu thủ bóng chày vĩ đại nhất trong lịch sử, ông đã chơi 21 mùa giải với Milwaukee / Atlanta Braves ở National League (NL) và hai mùa giải với Milwaukee Brewers ở American League (AL).
Với 755 lần home runs trong sự nghiệp, ông đã phá vỡ kỷ lục MLB lâu đời do Babe Ruth thiết lập và đứng nhất trong 33 năm; Aaron vẫn giữ nhiều kỷ lục đánh bóng MLB khác. Ông thực hiện 24 lần home runs trở lên mỗi năm từ năm 1955 đến năm 1973 và là một trong hai cầu thủ duy nhất đạt được 30 lần home runs trở lên trong một mùa giải ít nhất mười lăm lần. Năm 1999, The Sporting News xếp Aaron ở vị trí thứ năm trong danh sách "100 cầu thủ bóng chày vĩ đại nhất". Năm 1982, ông được gia nhập vào Đại sảnh Danh vọng Bóng chày Quốc gia trong năm đầu tiên được đề cử.
Aaron sinh ra và lớn lên ở Mobile, Alabama. Aaron có bảy anh chị em, trong đó có Tommie Aaron, người đã chơi bóng chày ở các giải đấu lớn với ông. Ông đã xuất hiện trong một thời gian ngắn ở Giải bóng chày Mỹ cho người da đen và trong giải bóng chày hạng nhỏ trước khi bắt đầu sự nghiệp giải đấu lớn của mình. Vào mùa giải MLB cuối cùng của anh ấy, Aaron là cầu thủ bóng chày cuối cùng của giải đấu người da đen có tên trong danh sách các giải đấu lớn. Trong suốt thời gian ở MLB, và đặc biệt là trong thời gian ông giành được kỷ lục về home runs, Aaron và gia đình của ông đã phải chịu đựng rất nhiều những lời đe dọa phân biệt chủng tộc. Những kinh nghiệm của ông đã thúc đẩy hoạt động của ông trong phong trào dân quyền.